# Георгій Арнаудов (футболіст, 1929)
Георгій Димитров Арнаудов (болг. Георги Димитров Арнаудов; нар. 11 жовтня 1929, Варна, Болгарія — пом. 16 квітня 2000, Варна, Болгарія) — болгарський футболіст, виступав на позиції нападника.

## Життєпис
На клубному рівні виступав за «Спартак» (Варна) (1949—1961). Фіналіст (1961) та півфіналіст (1959) національного кубку, бронзовий призер чемпіонату 1955 року.
У 1958 році з 9-ма голами став найкращим бомбардиром групи «А». В групі «А» за «Спартак» (Варна) зіграв 170 матчів та відзначився 42-ма голами. У Кубку володарів кубків провів 2 матчі. Після закінчення кар’єри футболіста працював тренером.

## Клубна статистика
| Сезон   | Команда        | Змагання  | Матчі | Голи |
| ------- | -------------- | --------- | ----- | ---- |
| 1950    | «Спартак» (Вн) | група «А» | 2     | 0    |
| 1951    | «Спартак» (Вн) | група «А» | 22    | 4    |
| 1952    | «Спартак» (Вн) | група «А» | 22    | 6    |
| 1953    | «Спартак» (Вн) | група «Б» | ?     | ?    |
| 1954    | «Спартак» (Вн) | група «А» | 24    | 7    |
| 1955    | «Спартак» (Вн) | група «А» | 24    | 5    |
| 1956    | «Спартак» (Вн) | група «А» | 18    | 6    |
| 1957    | «Спартак» (Вн) | група «А» | 15    | 2    |
| 1958    | «Спартак» (Вн) | група «А» | 11    | 9    |
| 1958/59 | «Спартак» (Вн) | група «А» | 17    | 1    |
| 1959/60 | «Спартак» (Вн) | група «А» | 13    | 2    |
| 1960/61 | «Спартак» (Вн) | група «А» | 2     | 0    |